# Еллен Гейл
Еллен Гейл (англ. Ellen Day Hale; 1885–1940) — американська художниця-імпресіоністка й мистецтвознавиця, авторка книги з історії мистецтва «History of Art: A Study of the Lives of Leonardo, Michelangelo, Raphael, Titian, and Albrecht Dürer». Гейл вважалася «Новою жінкою»: успішною, висококваліфікованою художницею ХІХ століття, яка ніколи не виходила заміж за чоловіка. Натомість, вона все життя провела в щасливому союзі з художницею Габрієль Клементс, з якою в кінці 1880-х вони стали піонерками кольорового офорта в США.

## Життєпис

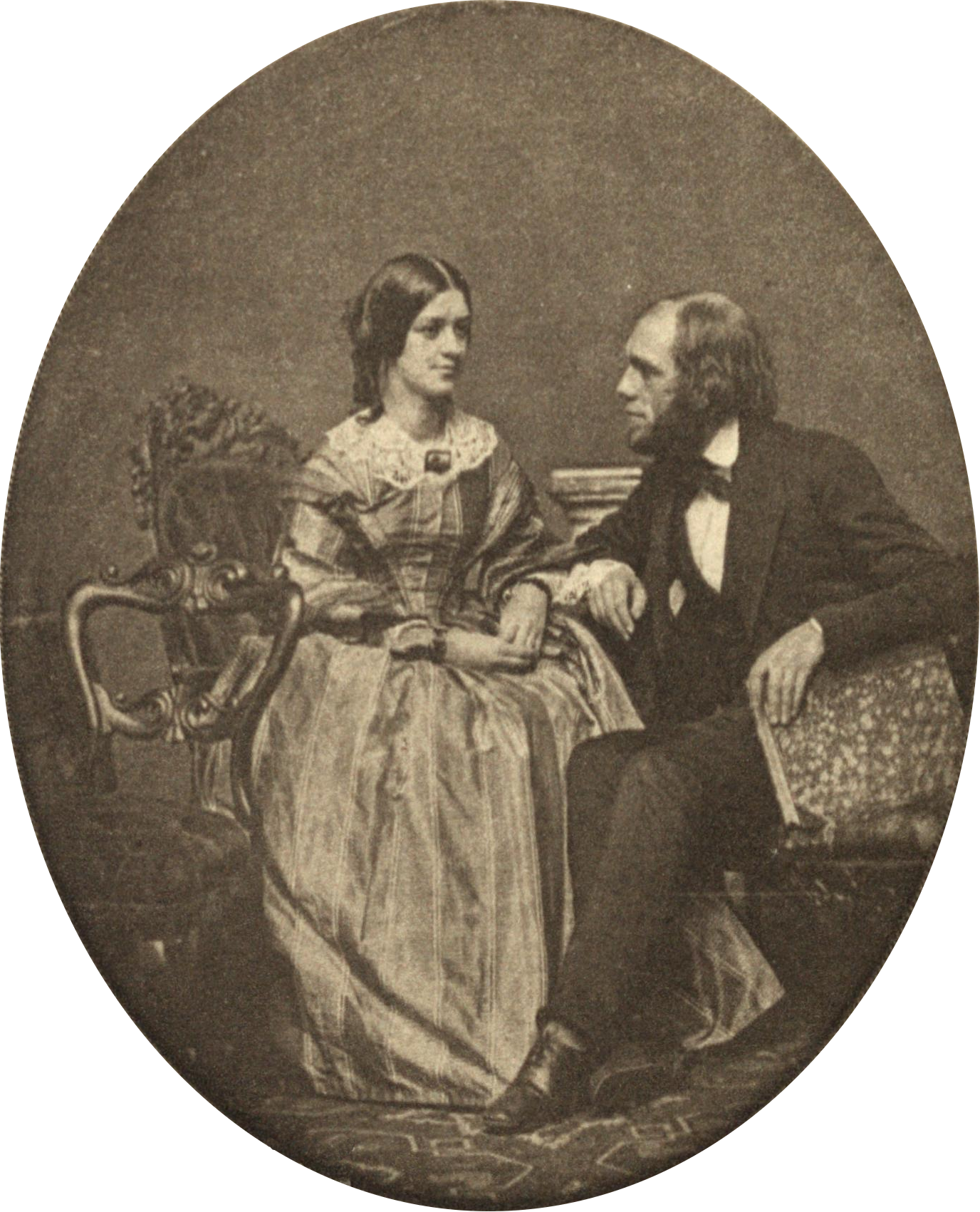
Тітка Сьюзен з батьком Еллен, 1855 рік

Народилася 11 лютого 1855 року у місті Вустер, штат Массачусетс, у сім'ї пастора і письменника Едварда Гейла і Емілі Болдвін (англ. Emily Baldwin Perkins), однією з восьми дітей. Її брат Філіп Леслі Гейл теж став художником. Батько від 1904 року до своєї смерті 1909 року був сенатором США.
Перші уроки в мистецтві Еллен давала її тітка Сьюзен Гейл. Потім Еллен навчалася в Бостоні в художників Вільяма Морріса, Вільяма Риммера і Гелен Ноултон. Також навчалася в Пенсильванській академії витончених мистецтв (у 1878—1879 роках) і в академіях Жуліана і Колароссі в Парижі (у 1882—1885 роках). 1876 року виставлялася в бостонському клубі Boston Art Club.
Багато часу провела в Європі — жила в Лондоні і в Парижі, подорожувала Італією та Іспанією. Виставлялася в Паризькому салоні 1885 року, а також у лондонській Королівській академії мистецтв. У США вона жила в Бостоні, працювала викладачкою в художній школі Boston School.
1883 року Еллен Гейл познайомилася з художницею Габрієль Клементс, яка стала її довічною партнеркою. Вони стали близькими в 1885 році, коли навчалися в Академії Жуліана в Парижі. Під час спільних подорожей та навчання Європою Клементс навчила Гейл гравюрі. У кінці 1880-х років мисткині стали піонерками кольорового офорта в США.
У 1893 році художниці повернулися до США. Вони разом переїхали до будинку поблизу Глостера, штат Массачусетс, і назвали його «Хащі».
Померла Еллен Гейл у свій день народження — 11 лютого 1940 року в Бруклайні (штат Массачусетс). Похована на кладовищі Forest Hills Cemetery and Crematory округу Саффолк.

## Роботи
Еллен Гейл виставляла свої картини у Північній, Центральній і Південній Америці. Також брала участь в інших всесвітніх виставках і пересувних експозиціях.

Деякі роботи
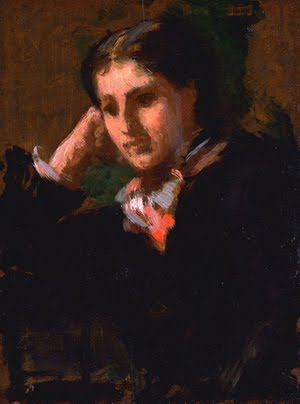
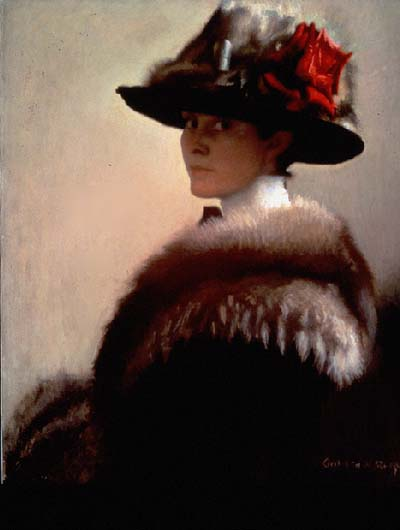
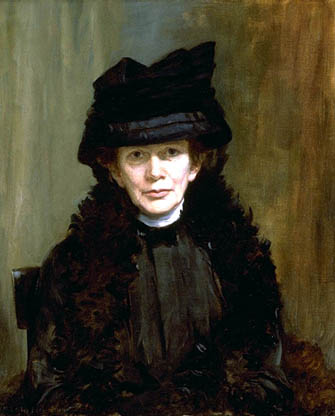
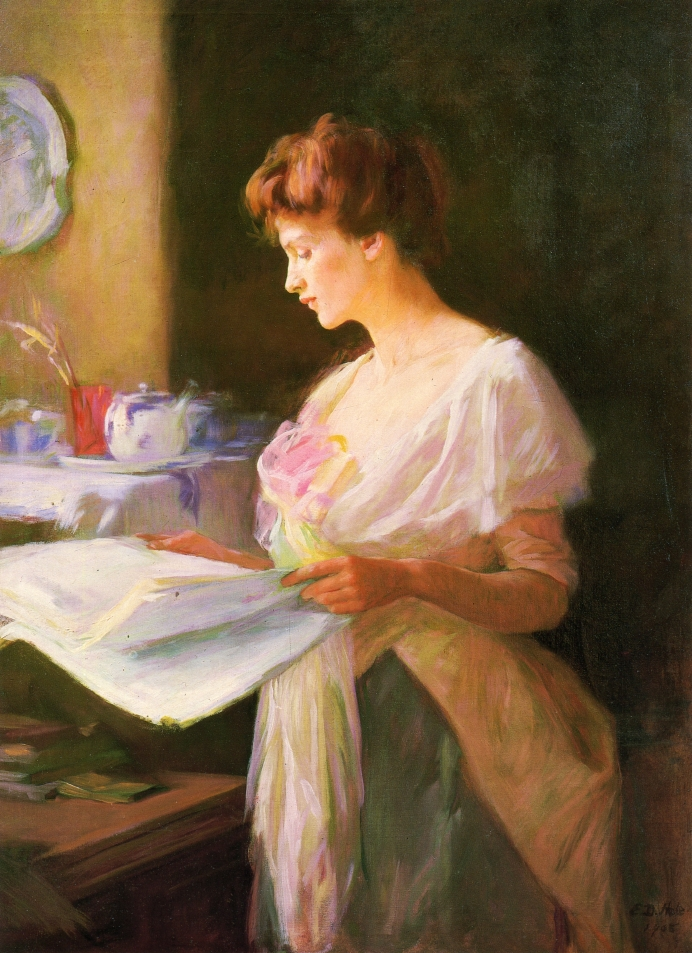